# Galsan-dong, Incheon
Galsan-dong (koreanska: 갈산동) är en stadsdel i staden Incheon i den nordvästra delen av Sydkorea, 23 km väster om huvudstaden Seoul. Den ligger i stadsdistriktet Bupyeong-gu.

## Indelning
Administrativt är Galsan-dong indelat i:
| Namn    | Namn              | Yta km² | Invånare 31 dec 2020 |
| ------- | ----------------- | ------- | -------------------- |
| 갈산1동 | Galsan 1(il)-dong | 1,08    | 16 887               |
| 갈산2동 | Galsan 2(i)-dong  | 0,66    | 19 569               |